# Torsione di utero gravido
La torsione di utero gravido è un'emergenza medica del campo dell'ostetricia.

## Eziologia
la causa è da imputarsi ad un'anomalia del bacino che comporta un movimento dell'utero sull'asse longitudinale. Miomi, cisti ovariche e malformazioni uterine sono le più possibili cause della torsione.

## Tipologia
Si osserva sia la forma cronica che quella acuta.

## Sintomatologia
I sintomi e i segni clinici sono più gravi nella forma acuta dove si assiste a dolore addominale, shock e la sindrome catastrofica endoadominale. La forma cronica è asintomatica ma durante il parto può far nascere delle complicanze.

## Trattamento
la terapia in tali casi è solamente di tipo chirurgico, si utilizza una laparotomia o l'isterectomia. Da considerare l'ipotesi di interrompere la gravidanza per gli alti rischi. Come farmaci vengono somministrati antibiotici, e si prevedono trasfusioni.

### Prognosi
La prognosi è infausta per la madre, che raramente sopravvive al parto.